# Pilar Fogliati
Pilar Fogliati, seudónimo de María Del Pilar Fogliati (Alessandria, 28 de diciembre de 1992), es una actriz italiana.

## Biografía
Aunque era romana, nació en Alessandria durante las vacaciones de Navidad de sus padres con sus abuelos piamonteses. Debe su nombre María Del Pilar a su abuela paterna, argentina y de origen polaco, quien emigró a Sudamérica con su familia antes de la guerra.
Creció en Mentana, en ' interior de Roma, y comenzó a desarrollar una pasión por la actuación a la edad de dieciséis años, cuando sus padres la inscribieron en un curso de teatro amateur.  Posteriormente se graduó en la Academia Nacional de Artes Dramáticas. Entre los referentes actorales citó a Monica Vitti y Paola Cortellesi.
A los veinte años comenzó a actuar en el teatro, mientras que en 2015, a la edad de veintitrés años, interpretó a Betta en la miniserie de televisión Il bosco. En 2016 dio el salto a la gran pantalla con su participación en la película Forever Young de Fausto Brizzi.
Entre 2017 y 2021 interpretó a la etóloga Emma Giorgi, una de las protagonistas de la ficción A un paso del cielo. Mientras tanto, en 2019, con Extra Factor, presentó por primera vez un programa de televisión junto al cantante Achille Lauro. En los últimos años ganó aún más popularidad gracias a un vídeo, que se volvió viral, en el que imitaba todos los dialectos de los barrios romanos.
Desde 2021 es protagonista de la ficción Cuori junto a Daniele Pecci y Matteo Martari. En otoño de 2022 fue primero la madrina de la cuadragésima edición del Festival de Cine de Turín y luego la protagonista de la serie Odio il Natale. Al año siguiente regresó al cine con Romantiche, película que también representó su debut como director; Por este primer trabajo fue premiada como mejor actriz de comedia en los Nastri d'argento 2023. Repitió su victoria en los Nastri d'argento en 2024, esta vez por su papel en Romeo è Giulietta.
En 2025 formó parte del reparto coral, en el papel de Lara, de la película Follemente de Paolo Genovese.

## Filmografía

### Actriz

#### Cine
- Forever Young, dirigida por Fausto Brizzi (2016)
- Gli indifferenti, dirigida por Leonardo Guerra Seràgnoli (2020)
- Corro da te, dirigida por Riccardo Milani (2022)
- Romantiche, dirigida por Pilar Fogliati (2023)
- Romeo è Giulietta, dirigida por Giovanni Veronesi (2024)
- Confidenza, dirigida por Daniele Luchetti (2024)
- Finché notte non ci separi, dirigida por Riccardo Antonaroli (2024)
- Follemente, dirigida por Paolo Genovese (2025)

#### Televisión
- Dios nos ayude – serie de TV, 1 episodio (2014)
- Il bosco, dirigida por Eros Puglielli – miniserie de televisión, 4 episodios (2015)
- Fuoco amico TF45 - Eroe per amore – serie de televisión, 8 episodios (2016)
- A un paso del cielo – serie de televisión, 36 episodios (2017-2021)
- Non dirlo al mio capo – serie de televisión, episodio 1x05 (2016)
- Extravergine – serie de televisión, 10 episodios (2019)
- Mai scherzare con le stelle! , dirigida por Matteo Oleotto – película para televisión (2020)
- Cuori – serie de televisión (2021-presente)
- Odio il Natale – serie de televisión (2022-2023)
- Raul Gardini, dirigida por Francesco Miccichè – documental (2023)

#### Cortometrajes
- Si sospetta il movente passionale con l'aggravante dei futili motivi, dirigido por Cosimo Alemà (2018)

### Directora
- Romantiche (2023)

### Guionista
- Romantiche (2023)
- Romeo è Giulietta (2024)

## Programas de televisión
- Xtra Factor (2019)

## Doblaje

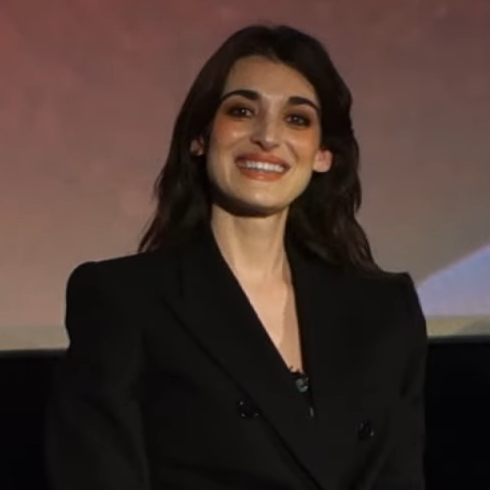
Fogliati en 2024, en la rueda de prensa de presentación de la edición italiana de Inside Out 2

- Blossom en Amigos imaginarios
- Ansiedad en Inside Out 2

## Discografía

### Sencillos
- 2018 – Stupidah Braies (con Beatrice Arnera y Jenny De Nucci)

## Videoclip
- Chiara Galiazzo - Straordinario (2015)

## Premios y reconocimientos
- Nastro d'argento
  - 2023 – Mejor actriz en una película de comedia por Romantiche[17]
  - 2023 – Premio Wella Image[17]
  - 2024 – Mejor actriz en una película de comedia por Romeo è Giulietta